# 嵌条扇贝
嵌条扇贝（学名：Pecten albicans），中国大陆称作嵌條扇貝，台湾称作白碟海扇蛤，是莺蛤目海扇蛤科海扇蛤属的一种。主要分布于韩国、中国大陆、台湾，常栖息在潮下带水深39－116米、泥砂及软泥底质。